# غاري بولر
غاري بولر (بالإنجليزية: Garry Bowler)‏ هو طبال بريطاني، ولد في 6 فبراير 1962.